# That 90's Show
«That 90's Show» (укр. «Шоу 90-х») — одинадцятий епізод дев'ятнадцятого сезону мультсеріалу Сімпсони. Прем'єра епізоду відбулася 27 січня 2008 року.

## Сюжет
Морозним зимовим вечором Сімпсони сидять біля каміна і тремтять від холоду, бо Гомер не заплатив за тепло. Намагаючись зігрітися, вони кидають у вогонь непотрібний мотлох і, знайшовши стару коробку з речами Мардж, знаходять там документ з університету. Гомер і Мардж вирішують розповісти дітям історію, яка сталася з ними за часів юних побачень в 1990-х роках. Гомер тоді виступав у грандж-гурті разом із Ленні, Карлом і Лу, а Мардж отримала повідомлення з університету про успішний прийом. Але її мрія коштувала цілих 3000 доларів на рік, і, щоб подарувати щастя своїй дівчині, Гомер вирішує піти з групи і влаштуватися на роботу до свого тата. Накопичивши потрібну суму, юний Сімпсон оплачує навчання коханої. Щаслива студентка Мардж пізнає новий світ і захоплюється привабливим і розумним професором історії. Розчарований Гомер, переживаючи зраду Мардж, повертається в групу, пише депресивні пісні і починає приймати наркотики.

## Культурні відсилки
- Назва епізоду є відсиланням до серіалу Шоу 70-х, а також його провального спін-оффу Шоу 80-х.
- Сцена з Марвіном Кобейном, дзвонячому своєму кузену Курту, є відсиланням до фільму Назад у майбутнє, де Марті Макфлай виконує пісню Johnny B. Goode (яка в 1955 році ще не була написана), що спонукало Марвіна Беррі подзвонити своєму кузену Чаку (шукаючим новий звук), сказавши йому послухати виконання Марті. У цьому епізоді Марвін — це кузен фронтмена грандж-групи Nirvana Курта Кобейна.
- В одній зі сцен чутно, як Продавець Коміксів говорить: «...ось чому Володар перснів ніколи не буде екранізований».